# Community Music
Community Music è il quarto album in studio del noto gruppo musicale britannico Asian Dub Foundation, pubblicato nel 2000.

## Tracce
1. Real Great Britain – 3:13
2. Memory War – 3:35
3. Officer XX – 3:20
4. New Way New Life – 5:01
5. Riddim I Like – 4:27
6. Collective Mode – 3:52
7. Crash – 5:24
8. Colour Line – 4:01
9. Taa Deem – 4:46
10. Judgement – 4:14
11. Truth Hides – 8:21
12. Rebel Warrior – 6:23
13. Committed to Life – 4:44
14. Scaling New Heights – 8:26